# ANO 2011
ANO 2011 또는 불만족스러운 시민 행동(체코어: Akce nespokojených občanů)은 체코의 대중주의 정당으로, 2011년 설립되었다. 2013년, 2016년 총선거 결과, 체코 상원의 경우 기독교민주연합-체코슬로바키아 인민당에 이어 제4당인 반면 체코 하원의 경우 체코 사회민주당에 이어 제5당이다.

## 이데올로기
2011년에 설립되어 백만장자 기업가인 안드레이 바비시가 이끄는 ANO는 자신을 정당이라기 보다는 정치 운동으로 규정하며 좌파 정치 축에 꼬리표를 달고 싶어하지 않는다. 국가의 부패를 척결하고, 정치인에 대한 면책특권을 폐지하고, 실업과 싸우고, 교통 인프라를 개선하는 것을 목적으로 한다. 이념적으로 당은 종종 중심에 놓이고, 이러한 점에서  KDU-ČSL와 정치적 유사성을 갖는다.
안드레이 바비시는 선거 후 인터뷰에서 체코 공화국의 유로화 채택에 반대하며, ANO는 더 이상의 유럽 통합과 "브뤼셀 관료주의"에 반대한다고 밝혔다. 그러나 안드레이 바비시는 나중에 체코 공화국이 균형잡힌 예산을 갖게 되면 유로화를 채택할 수 있다고 말했다. 그는 또한 독일과의 긴밀한 유대를 간청했으며 체코 공화국은 인터뷰 당시 이미 재정 콤팩트 조약을 체결할 준비가 되어 있다고 말했다. 조세정책 등 일부 분야에서 바비시는 자영업자에 대한 부분세제 폐지, 취업연금 수급자에 대한 부분세제 부활 등 중도좌파 요소를 운동정치에 재도입했다. 그는 또 당초 교육부의 1.1% 인상 제안과는 달리 학교 교사 임금을 2.2% 인상하자는 제안을 내놓았다. 의료 분야에서 바비시는 공공 의료 보험 회사들의 막대한 지출을 비판했다.
ANO의 정치적 입장은 정치가와 정치학자 사이에서 논의되고 있다. 우파 정치인과 전문가들은 ANO 2011을 왼쪽에 두고 정치학자들은 거의 대부분 중앙에 두고 있다. 안드레이 바비시는 인터뷰에서 ANO 2011은 "사회공감을 가진 우파 정당"이라고 말했다.
ANO 2011은 2017년 국회의원 선거 전에 유로화 반대, 더 깊은 유럽 통합, 이민 쿼터 등과 같은 유로화 회의적 입장을 채택했다. 그 정당은 선거 운동 이후 더 친 EU적인 입장을 취했다. Echo24의 다니엘 카이저는 EU에 대한 당의 입장을 "유로-기회주의"라고 불렀다.

## 역대 선거결과

### 체코 대의원
| 년도   | 대표            | 득표      | 지지율 | 의석     | +/– | 순위 | 비고                    | 집권 여부 |
| ------ | --------------- | --------- | ------ | -------- | --- | ---- | ----------------------- | --------- |
| 2013년 | 안드레이 바비시 | 927,240   | 18.65% | 47 / 200 |     | 2위  | CSSD, KDU-CSL 연립 정부 | 여당      |
| 2017년 | 안드레이 바비시 | 1,500,113 | 29.64% | 78 / 200 | 31  | 1위  | CSSD 연립 정부          | 여당      |

### 체코 원로원
| 년도   | 1차     | 1차    | 1차     | 1차  | 2차    | 2차    | 2차  | 의석   | 의석   | 비고 |
| 년도   | 득표    | %      | 의석    | 순위 | 득표   | %      | 의석 | 의석   | 의석   | 비고 |
| ------ | ------- | ------ | ------- | ---- | ------ | ------ | ---- | ------ | ------ | ---- |
| 2012년 | 14,503  | 1.65%  | 0 / 27  | 7위  | N/A    | N/A    | N/A  | 0 / 27 | 0 / 81 |      |
| 2014년 | 2,060   | 15.6%  | 1 / 1   | 2위  | 3,532  | 49.1%  | 2위  | 0 / 1  | 0 / 81 |      |
| 2014년 | 180,136 | 17.55% | 9 / 27  | 2위  | 71,739 | 15.14% | 3위  | 4 / 27 | 4 / 81 |      |
| 2016년 | 154,594 | 17.54% | 14 / 27 | 1위  | 92,051 | 21.71% | 1위  | 3 / 27 | 7 / 81 |      |
| 2018년 | 5,728   | 25.21% | 1 / 1   | 2위  | 14,859 | 32.88% | 2위  | 0 / 1  | 6 / 81 |      |
| 2018년 | 2,211   | 12.98% | 0 / 1   | 4위  |        |        |      |        | 6 / 81 |      |
| 2018년 | 147,477 | 13.54% | 10 / 27 | 2위  | 57,500 | 13.75% | 2위  | 1 / 27 | 7 / 81 |      |
| 2019년 |         |        | 0 / 1   |      |        |        |      | 0 / 1  | 6 / 81 |      |

### 유럽 의회
| 년도   | 대표          | 유럽 의회           | 득표    | 지지율 | 의석   | +/− | 순위 |
| ------ | ------------- | ------------------- | ------- | ------ | ------ | --- | ---- |
| 2014년 | 파벨 텔리치카 | 유럽 자유 민주 동맹 | 244,501 | 16.13% | 4 / 22 |     | 1위  |
| 2019년 | 디타 차란조바 | 유럽 자유 민주 동맹 | 502,343 | 21.18% | 6 / 21 | 2   | 1위  |

### 시의회
| 년도   | 득표    | 지지율 | 의석      | 비고 |
| ------ | ------- | ------ | --------- | ---- |
| 2016년 | 533,061 | 21.05% | 176 / 675 |      |
| 2020년 | 604,441 | 21.83% | 178 / 675 |      |

### 지방의회
| 년도   | 득표   | 의석           | 비고 |
| ------ | ------ | -------------- | ---- |
| 2014년 | 14.59% | 1,600 / 62,300 |      |
| 2018년 | 14.9%  | 1,692 / 61,892 |      |